# Gheen, Minnesota
Xã Gheen (tiếng Anh: Gheen Township) là một xã thuộc quận St. Louis, tiểu bang Minnesota, Hoa Kỳ. Năm 2010, dân số của xã này là 18 người.